# Matt McCarthy
Matthew McCarthy, detto Matt (Melbourne, 30 luglio 1996), è un cestista australiano.

## Palmarès
- Coppa di Romania: 1

CSO Voluntari: 2021